# Старо Оряхово
Старо Оряхово е село в Североизточна България. То се намира в община Долни чифлик, област Варна. Старото му име е Ески дервиш Юван. Неговият кмет е  Петър Тинев 

## География

### Местоположение
Намира се на 8 km от морето, на 30 km от морската столица Варна и на 41 km от Провадия и на 90 km от Бургас. Старо Оряхово красив планински пейзаж. Селото е в район, предпочитан заради неговата близост до морето. Територията заема най-югоизточната част на Варненска област.

### Климат
Старо Оряхово се намира в климатичен район Северно Черноморие на Черноморската климатична подобласт на Континентално-Средиземноморската климатична област. Старо Оряхово има влажен субтропичен климат и е в устойчивост на замръзване на растенията USDA – 8a.
| Климатични данни за с. Старо Оряхово  | Климатични данни за с. Старо Оряхово | Климатични данни за с. Старо Оряхово | Климатични данни за с. Старо Оряхово | Климатични данни за с. Старо Оряхово | Климатични данни за с. Старо Оряхово | Климатични данни за с. Старо Оряхово | Климатични данни за с. Старо Оряхово | Климатични данни за с. Старо Оряхово | Климатични данни за с. Старо Оряхово | Климатични данни за с. Старо Оряхово | Климатични данни за с. Старо Оряхово | Климатични данни за с. Старо Оряхово | Климатични данни за с. Старо Оряхово |
| ------------------------------------- | ------------------------------------ | ------------------------------------ | ------------------------------------ | ------------------------------------ | ------------------------------------ | ------------------------------------ | ------------------------------------ | ------------------------------------ | ------------------------------------ | ------------------------------------ | ------------------------------------ | ------------------------------------ | ------------------------------------ |
| Показатели                            | яну.                                 | фев.                                 | март.                                | апр.                                 | май                                  | юни                                  | юли                                  | авг.                                 | сеп.                                 | окт.                                 | ное.                                 | дек.                                 | годишно                              |
| Абсолютни максимални температури (°C) | 20                                   | 23                                   | 27                                   | 28                                   | 33                                   | 35                                   | 38                                   | 38                                   | 33                                   | 30                                   | 24                                   | 20                                   | 38                                   |
| среднодневен максимум (°C)            | 6.5                                  | 8                                    | 12                                   | 17                                   | 22                                   | 27                                   | 29                                   | 29                                   | 25                                   | 19                                   | 13                                   | 8                                    | 17,9                                 |
| средна температура (°C)               | 2.5                                  | 3.5                                  | 6                                    | 12                                   | 16                                   | 21                                   | 23                                   | 23                                   | 19                                   | 14                                   | 9                                    | 4                                    | 12,8                                 |
| среднодневен минимум (°C)             | 0                                    | 0.5                                  | 3                                    | 6                                    | 11                                   | 15                                   | 17                                   | 17                                   | 14                                   | 10                                   | 5                                    | 1                                    | 8,25                                 |
| Абсолютни минимални температури (°C)  | -11                                  | -9                                   | -10                                  | 0                                    | 6                                    | 11                                   | 15                                   | 14                                   | 8                                    | 3                                    | -5                                   | -8                                   | -11                                  |
| Средни месечни валежи (mm)            | 41                                   | 36                                   | 44                                   | 35                                   | 37                                   | 32                                   | 20                                   | 15                                   | 25                                   | 39                                   | 42                                   | 51                                   | 417                                  |
| [ 2 ] [ 3 ]                           |                                      |                                      |                                      |                                      |                                      |                                      |                                      |                                      |                                      |                                      |                                      |                                      |                                      |

Средната годишна температура е 12,8 °С, абсолютната минимална температура е –11 °С, достигната през януари 2017 г., абсолютната максимална температура е 38 °С, достигната юли месец 1994 г. и през август 2017 г. Средната сума на годишните валежи е от 400 до 530 mm. Най-много валежи падат през месеците декември и януари, a най-малко – през месеците юли и август. Средната дата на първата снежна покривка е 20 декември, а на последната – 1 март. Средният брой на дните със снежна покривка е 15, а средната дебелина на снежната покривка е 10 cm. През есента и зимата в района духат ветрове със северна компонента, а през пролетта и лятото се утвърждава бризова циркулация с посока от морето към сушата. Най-много дни с морски бриз има през месеците юли и август.
Климатът в Старо Оряхово се характеризира със сравнително мека зима, с малко валежи. През пролетта, поради охлаждащото влияние на морето, закъснява стабилното установяване на температурите над 5 °С и над 10 °С; пролетта е сезон с най-малко валежи; лятото е слънчево, топло, понякога горещо, с освежаващи морски ветрове през деня и сравнително високи температури през нощта; есента, поради затоплящото влияние на морето, е по-топла от пролетта.

### Почви
В Старо Оряхово са установени следните типове почви: канелена горска излужена, сива горска, ливадно-блатна, алувиално-ливадна и алувиална.

### Защитени територии
На територията на ДЛ „Старо Оряхово“ са обявени следните защитени природни обекти:
Резерват „Камчия“, обявен с писмо No 14822/29.06.1951 на МЗГ, разширен и видоизменен със заповеди No 1479/27.07.1962 u No 508/28.03.1968 на МГГП и заповед No105/14.02.1980 на КОПС, с обща площ 842,1 ха, от която 779,5 ха залесена и 62,6 ха незалесена. Биосферен резерват на ЮНЕСКО, обявен за да се запази уникалната красота на самобитната природа в долното течение на р.Камчия, част от възрастните ясенови насаждения с типичен лонгозен характер и находищата на водната лилия в „Лесистия азмак“, в който се среща още и блатното кокиче.
Резерват „Киров дол“ („Тиганка“), обявен със заповед No 508/28.07.1968 на МГГП, с обща площ 53,5 ха – цялата залесена. Създаден с цел запазване на типичната за района благуново-церово-букова гора.
Защитена местност „Камчийски пясъци“, обявена със заповед No 107/14.02.1980 на МГГП, с обща площ 273,7 ха, от която 202,5 ха залесена и 71,2 ха незалесена. Обявена с цел запазването на редки и характерни растителни и животински видове и съобщества, както и във връзка със запазване на резерват „Камчия“.
Природна забележителност „Горска барака“, обявена със заповед No 374/05.05.1982 на КОПС, с обща площ 93,4 ха – цялата залесена. Обявена с цел да се запази вековната високостъблена горуново-благуново-букова гора, уникална по състав, форма и размери на дървесните видове.

### Растителност
Старо Оряхово попада в Тракийската горскорастителна област, подобласт Източна Стара планина и подобласт Варненско-Бургаско Черноморие. В миналото най-широко разпространение са имали полски ясен, бряст, летен дъб, габър, бяла топола. Тези дървесни видове, характерните увивни растения и особеностите на месторастенията характеризират гората като лонгозен тип формация. В днешно време този тип формация е претърпяла големи изменения, поради масовото изсъхване на бряста и вмешателството на човека. От естествено растящите дървесни видове сега най-широко разпространение има полския ясен, който заема около 4/5 от гората. Ограничено е разпространението на бряста, летния дъб и габъра, а участието на елшата, бялата топола и върбата е незначително. От изкуствено внесените дървесни видове най-широко разпространение имат: полски ясен, сребролистна липа, клен и евроамерикански тополи. В по-малки размери са внесени черен орех, обикновен орех, чинар, шестил, червен дъб. Oт храстите най-често се срещат: глог, дрян, кучи дрян, птиче грозде, бъз и др., а от дървовидните лиани се срещат скрипката, дивата лоза, бръшлян, гърбач и повет. Тревната покривка е представена от коприва, лапад, бъзей, мента и др. В източната част на гората се среща блатното кокиче. Комбинираното влияние на морето и ниските склонове на Източна Стара планина благоприятстват да се създават култури от акация, сребролистна липа, черен бор, бял бор и по-рядко червен дъб, корков дъб, кестен, брекина и др.

### Въздух
Актуално следене на качеството на въздуха в с. Старо Оряхово

## История
През 1923 г. в селото функционира дърводобивна кооперация „Лонгоз“.
След кооперирането през 1948 г. в селото е основано поделение на Районния кооперативен съюз във Варна.

## Население
Численост на населението според преброяванията през годините:
| \| Година на преброяване \| Численост \| \| --------------------- \| --------- \| \| 1934 \| 933 \| \| 1946 \| 1445 \| \| 1956 \| 1984 \| \| 1965 \| 2101 \| \| 1975 \| 2399 \| \| 1985 \| 2569 \| \| 1992 \| 2655 \| \| 2001 \| 2710 \| \| 2011 \| 2600 \| \| 2021 \| 2038 \| |           |
| Година на преброяване | Численост |
| 1934 | 933       |
| 1946 | 1445      |
| 1956 | 1984      |
| 1965 | 2101      |
| 1975 | 2399      |
| 1985 | 2569      |
| 1992 | 2655      |
| 2001 | 2710      |
| 2011 | 2600      |
| 2021 | 2038      |

### Етнически състав

#### Преброяване на населението през 2011 г.
Численост и дял на етническите групи според преброяването на населението през 2011 г.:
|                     | Численост | Дял (в %) |
| Общо                | 2600      | 100.00    |
| Българи             | 1202      | 46.23     |
| Турци               | 26        | 1.00      |
| Цигани              | 7         | 0.26      |
| Други               | 63        | 2.42      |
| Не се самоопределят | 8         | 0.30      |
| Неотговорили        | 1294      | 49.76     |

## Религия
Християнска. В селото има и общност на Евангелската методистка епископална църква.

## Други
В селото се намира Винарна „Старо Оряхово“. Винарната е създадена през 2013 г. Преработва грозде от собствени лозя, чието засаждане започва през 2010 г. Лозята се характеризират с невероятно разположение в близост до язовир Елешница и еко комплекс Шерба.